# كوريا للطيران الرحلة 858
رحلة 858 للخطوط الكورية كانت رحلة لطائرة بوينغ 707-3B5C التي تربط مطار بغداد الدولي مع مطار غيمبو الدولي في 29 نوفمبر 1987. قام عميلان من كوريا الشمالية بترك قنبلة في حجرة الركاب قبل مغادرة الطائرة في مطار أبو ظبي الدولي. انفجرت القنبلة مسقطة الطائرة في بحر أندامان متسببة في مقتل 115 شخص. بعد التحقيقات مع كيم هيون هوي أحد منفذي العملية تبين علاقة كيم جونغ إل بإصدار الأوامر للعملية.

## تفاصيل العملية
في عام 1987 أعطي عميلان هما كيم هيون هوي وكيم سونغ إل مهمة تفجير رحلة الخطوط الجوية الكورية KAL 858. حيث قيل لها بأن الأوامر قد صدرت بذلك مباشرة من القائد كيم جونغ إل نفسه، كما قيل لها إن نجحت العملية سيكون بإمكانها العودة والعيش مع عائلتها دون الحاجة للعمل بعد ذلك. اشترك معا في العملية كيم سونغ إل حيث سافرت معه إلى أوروبا بجواز سفر ياباني مزور باسم «مايومي هاتشيا» (蜂谷 真由美) على أنها ابنة كيم سونغ إل الذي كان له اسم مستعار هو شينإيتشي هاتشيا (蜂谷 真) والتقيا في بودابست بعملاء آخرين زودوهما بلوازم العملية. وبعد أن تركا القنبلة مخبئة في جهاز راديو في حجرة الحقائب في رحلة KAL 858 غادرت كيم هيون هوي وكيم سيونغ إل في أبو ظبي وسافرا إلى البحرين. اعتقلت الإرهابيان في البحرين بعد التحقيقات واكتشاف أن جواز سفريهما مزوران. قام كيم سيونغ إل بابتلاع حبة من السيانيد كانت مخبأة في سيجارة ومات. كيم هيون هوي أيضا قامت بمحاولة القيام بالشيء ذاته إلا أن الشرطة البحرينية انتشلت السيجارة من يدها عندما كانت تحاول ابتلاع السم. تم إعطائها العناية الطبية اللازمة ومن ثم أجريت التحقيقات معها.
في بداية التحقيقات صرحت بأنها من الصين ولها اسم باي تشوي هوي، إلا أن لهجتها باللغة الصينية لم تكن مقنعة. وبعد أن أدلت باعترافاتها على أنها من كوريا الشمالية تم نقلها إلى سيؤول تحت حراسة مشددة. وبعد شهادتها في اجتماع مجلس الأمن الدولي سمح لكيم بجولات للاطلاع على سيؤل خارج زنزانتها لرؤية الرخاء في المدينة والتي كانت تعتقد بأنها مدينة مدقعة في الفقر. في الفترة الأولى للتحقيقات أصرت كيم على أنها مواطنة صينية تعيش في اليابان إلا أنه بعد أن اتضح لها بأن ما كانت قد درست عن كوريا الجنوبية كانت أكاذيب اعترفت بتفاصيل عملية التفجير وبتورط كيم جونغ إل نفسه في العملية.
بسبب دور كيم هيون هوي في عملية تفجير الرحلة KAL 858 تم الحكم على كيم هيون هوي بالإعدام في مارس من عام 1989. إلا أن رئيس كوريا الجنوبية عفى عنها آخذا بعين الاعتبار بأن حكومة كوريا الشمالية هي من ورطت كيم وبأنها ضحية غسيل دماغ. بعد ذلك قامت بكتابة سيرة ذاتية عنوانها «دموع روحي» وتبرع بعوائد الكتاب إلى عوائل ضحايا الرحلة KAL 858.

## المصدر
1. ↑  تفاصيل الحدث  في شبكة سلامة الطيران